# Heinrich August Schumacher

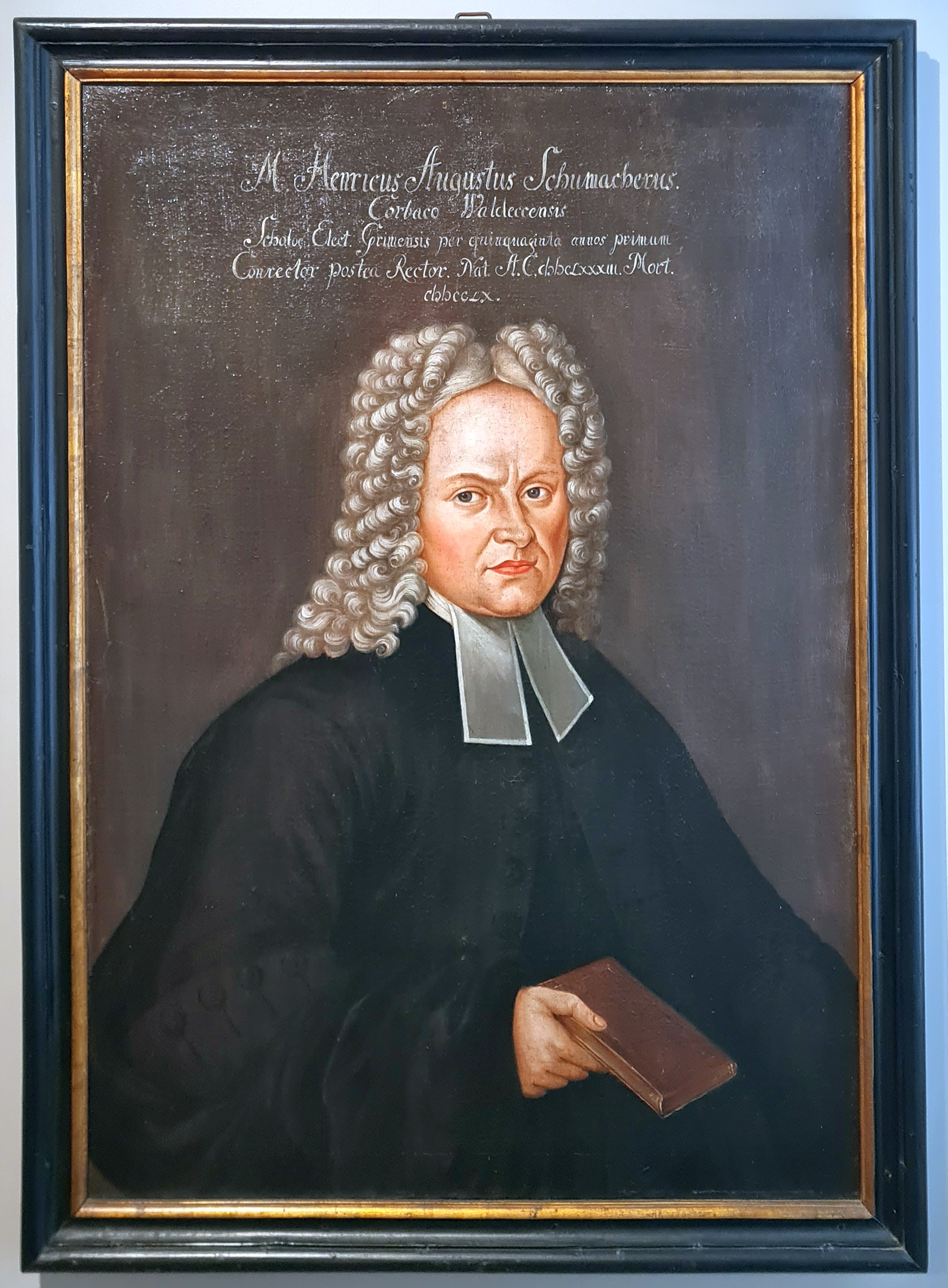
Porträt Schumachers im Kreismuseum Grimma

Heinrich August Schumacher (* 8. November 1683 in Korbach; † 15. August 1760 in Grimma) war ein deutscher Historiker und Pädagoge. Schumacher war 18 Jahre lang Rektor der Fürstenschule Grimma.

## Leben
Heinrich August wurde als Sohn des Bürgermeisters Wolrad Schumacher und dessen Frau Maria Elisabeth Harthaus geboren. Er besuchte das Gymnasium seiner Geburtsstadt. Am 7. Mai 1705 immatrikulierte er sich an der Universität Wittenberg, um ein Studium der Theologie zu absolvieren. Hier besuchte er die theologischen Vorlesungen von Johann Deutschmann, Philipp Ludwig Hanneken, Valentin Ernst Löscher, Gottlieb Wernsdorf der Ältere und Johann Georg Neumann. Um jedoch das nötige theologische Rüstzeug zu haben, musste Schumacher Vorlesungen an der philosophischen besuchen. Hierzu frequentierte er unter anderem die Ausführungen von Johann Christoph Wichmannshausen, Christian Röhrensee, Johann Baptist Röschel, Georg Friedrich Schröer und Konrad Samuel Schurzfleisch. Bei letzterem hatte er im Haushalt eine Unterkunft gefunden und konnte sich dessen umfangreicher Bibliothek bedienen. 
Schumacher ging nach seinen Wittenberger Studien nach Dresden, wo er Hauslehrer der Söhne des Archivars Johann Friedrich Reinhard wurde. 1710 wurde er Konrektor der kurfürstlichen Landesschule in Grimma und erwarb sich am 30. April 1711 in Wittenberg den akademischen Grad eines Magisters der Philosophie. Am 26. August 1736 löste er den gesundheitlich angeschlagenen Rektor der Bildungseinrichtung in Grimma Georg Ermel ab. 
Als langjähriger Rektor der Fürstenschule Grimma hat Schumacher sich zahlreiche Verdienste als sächsischer Pädagoge bei der Bildung und der sächsischen Geschichtsschreibung erworben. So durchliefen während seiner Dienstzeit zahlreiche Schüler seine prägende Ausbildung. So wären hier zu nennen: Johann Rudolf Kiesling, Johann Gottfried Hermann, Johann Andreas Cramer, Friedrich Gottlieb Barth, Christian Friedrich Bauer, Christian Gottlieb Kluge der Ältere, Johann Heinrich Meier, Johann Gottlieb Stör (1705–1763), Johann Christian Hedler (1701–1754), Johann Joachim Gottlob am Ende, Traugott Thomasius (1709–1775), Johann Gottfried Brendel, Johann August von Ponickau, Christoph Jeremias Rost, Urban Gottlob Thorschmied (1722–1774), Heinrich Gottlieb von Lindenau, Gottfried Gerhard Stöckhardt (1721–1788), Christian Lebrecht Albanus (1729–1783), Christian August Kluge (1731–1767), Josias Ludwig Ernst Püttmann und Johann Friedrich Rehkopf (1733–1789). 1758 trat Schumacher in den Ruhestand und wurde durch Friedrich Immanuel Schwarz als Rektor abgelöst. 
Aus seiner am 19. Juni 1713 geschlossenen Ehe mit Johanna Catharina Teutscher († 1742) aus Leipzig, stammen neun Kinder. Von diesen kennt man den Sohn Heinrich August Schumacher (* 20. Februar 1715 in Grimma; † 20. Februar 1753 in Seelitz) welcher Pfarrer in Authausen und Seelitz wurde. Von den Töchtern heiratete 1737 Christiana Charlotte Schumacher den Kantor und Lehrer der Landesschule Grimma M. Johann Siegmund Opitz. Zudem kennt man die Töchter Sophie Amalie Schumacher, Eleonore Friedericke Schuhmacher und Henriette Marie Schumacher sowie den Sohn Christian Henrich Schumacher.
In der Aula im Gymnasium St. Augustin in Grimma befindet sich ein historisches Ölgemälde, welches Rektor Schumacher zeigt.

## Werke (Auswahl)
- Conceptus Waldecciae literatae. Corbach 1708, Dresden 1710
- Historia vitae clarissimi viri Adami Siberi, Schoenaviensis, ex vaiiis ipsius monumentis quondam editis, et epistolis manuscriptis, itemque aliorum,. qui eadem cum Sibero aetate floruerunt, doctorum virorum libris et epistolis eruta, et hac commentatione exposita, addita iusta serie omnium praeceptorum et oeconomorum illustris Scholae Grimmensis, studio et labore etc. Leipzig 1719 (Online)
- Memoriae Antistitum Sacroram Grimensium renovatae etc. Grimae 1720
- Epistola ad nobiliss. Fratres Reinhardos, Conr. Friderioum et Carolum Frid. qua meritis perill. Patris, Jo. Frid. Reinhardi, Regi Sarmat. et Pr. Elect. Sax. a Consiliis in Tribun. Redit. et rerum metal. et Tabularii Directoiis, die ХШ Dec. 1721 placila senectute defuncti, breviter exponit, eorumque animos ob hunc casum tristitia plenos consolatur etc. Dresden 1722 (Online)
- Fridericos, Seremissimos Germaniae Principes, pacis litterarum et scholarum amatores, brevi commentatione exposuit etc. Grimma und Leipzig 1728, (Online)
- Diss. epistol. ad Car. Godofr. Engelschallium etc. de more Romanorum veterum natalitio. Grimma 1732
- De antiquissimo urbis Grimae statu brevi Commentatione ex veterum monimentis disserit etc. Leipzig 1735 (Online)
- Commentatio de articulis Smalcaldicis. Leipzig 1736
- Progr. de Providentia Dei in Scholam illastrem Grimensem. Leipzig 1737
- De schola in gravissimis belli calamitatibus singulari Die cura ac praesidio conservata. 1738
- Albertum Animosum, ducem Saxoniae. Leipzig 1744
- Progr. de divinae providentiae speciminibus in Principem Eleclorem Saxonicum Joannem, cui virtutis excellentia nomen Constantis dedit. Leipzig 1747
- Progr. de singularibus divinae providentiae documentis in Mauritio, Duce et Principe Electore Saxoniae, in duodecim belli expeditionibus observatis. Leipzig 1749
- Diss. epistol. qua breviter exponitur, quod Museum propter Moldam ad urbem Grimam situm multa cum Museo Alexandrino habeat communia. Leipzig 1750
- Diss. de egregiis divinae providentiae signis in divo Mauritio Saxone in rerum sacrarum cura et reipublicae administratione perspectis. Leipzig 1750
- Progr. Elect. Saxoniae Mauricii in Scholam illustrem Grimanam aeterno. 1751
- Diss. de Christiano I, Principe Elect. Saxon, inter motus turbatae verae religionis divina providentia conservato. Leipzig 1753
- Ad Actvm Oratorivm Ipso Scholae Illvstris Grimanae. Leipzig 1755 (Online)
- Diss. de evidentibus curae et protectionis divinae documentis erga Chriftianum I, Princip. Elect. Saxon. Leipzig 1756
- Diss. de Joanne Georgio I, Princip. Elect. Saxon, divini nominis providentia in multis periculis et gravissimis tempestatibus bellicis conservato. Leipzig 1757
- De sene laudatore temporis acti se puero, ad Horat art. poët. v. 173. In: Miscell. Lipsiensibus. T. I. p. 240–250.